# Рональд Марін
Рональд Марін Дуран (ісп. Rónald Marín Duran; нар. 12 листопада 1962, Коста-Рика) — костариканський футболіст, захисник. Учасник чемпіонату світу з футболу 1990 року в Італії.

## Клубна кар'єра
Виступав за «Ередіано». Потім перейшов до «Картагінеса», з яким програв у фіналі плей-оф чемпіонату Коста-Рики 1992/93 своєму колишньому клубу, «Ередіано». У 1994 році, виступаючи за «Алахуеленсе», отримав 16-матчеву дискваліфікацію за те, що штовхнув арбітра матчу.

## Кар'єра в збірній
Дебютував за національну збірну Коста-Рики у лютому 1990 року в поєдинку кубку Маріборо проти СРСР. Поїхав на чемпіонату світу 1990 року, але на турнірі залишався гравцем резерву й не зіграв жодного матчу. Загалом за національну команду провів 3 поєдинки, забитими м'ячами не відзначався.

## Особисте життя
Марін працює у Раді безпеки дорожнього руху з 2011 року. Одружений, має двох дітей.

## Досягнення
«Ередіано»
- Чемпіонат Коста-Рики
  -  Чемпіон (2): 1985/86, 1987/88

«Картагінес»
- Чемпіонат Коста-Рики
  -  Срібний призер (1): 1992/93